# Бруй, Артём Александрович
Артём Александрович Бруй (бел. Арцём Аляксандравіч Бруй; род. 9 июня 2003, Дзержинск, Минская область) — белорусский футболист, защитник клуба «Макслайн».

## Карьера

### «Минск»
В январе 2019 года стал игроком второй команды клуба «Минск». Параллельно привлекался к матчам основной команды. Дебютировал в белорусском чемпионате 15 августа 2021 года в матче против борисовского БАТЭ.

#### Аренда в «Оршу»
В начале 2022 года отправился в аренду в клуб «Орша» из одноимённого города. Дебютировал за клуб 10 апреля 2022 года в матче против гомельского «Локомотива». В своих первых 6 матчах получил 4 жёлтые карточки.

#### Аренда в «Макслайн»
В июне 2022 года перешёл в рогачёвский клуб «Макслайн». Дебютировал за клуб 3 июля 2022 года в матче против «Сморгони». Дебютный гол за клуб забил 17 сентября 2022 года в матче против «Лиды». Вместе с клубом занял 4 место в турнирной таблице и отправился в стыковые матчи. В ответной встрече стыковых матчей 20 ноября 2022 года против дзержинского «Арсенала» отличился забитым голом и помог клубу завоевать путёвку в Высшую Лигу. За сезон в клубе отличился 2 забитыми голами и 1 результативной передачей в 16 матчах.

#### Аренда в «Нафтан»
В феврале 2023 года перешёл в новополоцкий «Нафтан». Дебютировал за клуб в марте 18 марта 2023 года против солигорского «Шахтёра», выйдя на поле в стартовом составе. На протяжении сезона футболист был в клубе одним из ключевых игроков, однако результативными действиями не отличился. По итогу сезона футболист вместе с клубом смог сохранить прописку в Высшей лиге.

### «Макслайн»
В феврале 2024 года футболист перешёл в «Макслайн», регулярно появлялся в основном составе и помог клубу завоевать путевку в высшую лигу. В сезоне 2025 года провел за клуб 32 матча. В апреле 2025 года отправился служить в армию, «МЛ Витебск» перестал рассчитывать на защитника до окончания сезона.